# Alvia class 120

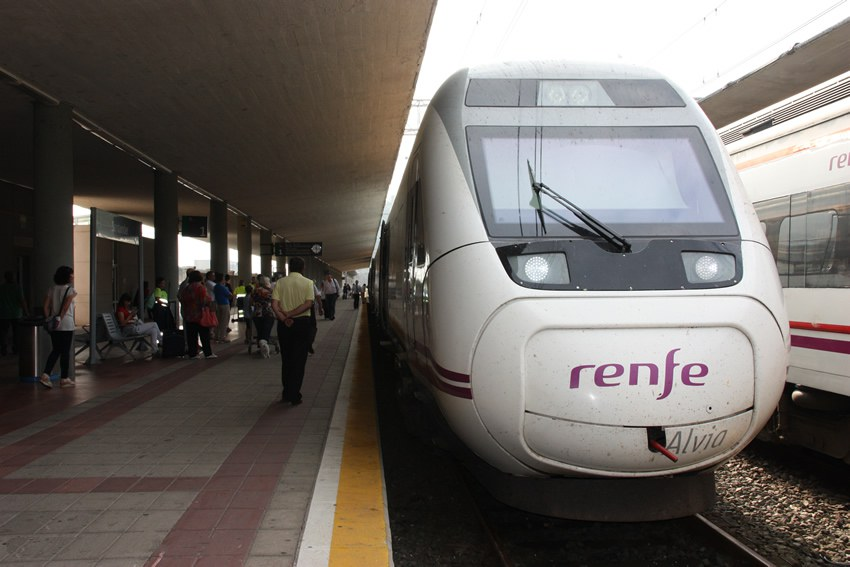
Alvia Class 120 in stazione a Santander

Il termine Alvia class 120 definisce una classe di treni ad alta velocità progettati da Renfe Operadora (meglio nota come RENFE).

## Storia del treno
Nel 2001 la RENFE ha dato il via alla produzione di 12 unità a quattro vetture ciascuna. Il contratto ammontava ad un totale di 115,5 milioni di euro e la prima unità ha iniziato i test su pista ad inizio del 2005, per poi entrare in servizio il 17 maggio 2006 sulla direttrice Madrid-Barcellona.

## Caratteristiche tecniche
Il telaio del treno è in Acciaio saldato e il corpo è posato su una traversa rigidamente fissata, sotto la quale è installata la sospensione secondaria. I finestrini posti ai lati dei vagoni in corrispondenza dei sedili sono in vetro riflettente e sono incorporati con un laminato infrangibile per una migliore sicurezza operativa e dei passeggeri. Le forze orizzontali di movimento sono trasmesse da un perno di presa. La struttura del corpo del convoglio è realizzata in lega di Alluminio leggero.
Ogni unità dispone di due cabine di guida dove sono installati i dispositivi di guida e controllo.
Questo treno ha un sistema di rotolamento variabile basato su carrelli BRAVA (Bogie de Rodadura de Ancho Variabile Autopropulsado), sviluppato dalla CAF che consente la percorrenza delle linee ad alta velocità iberiche e internazionali senza fermarsi per commutare il sistema, come dovevano in precedenza fare gli altri convogli veloci, poiché i carrelli si adattano ad ogni tipo di scartamento in soli tre secondi.
L'Alvia Class 120 dispone inoltre di dispositivi d'assorbimento di energia sugli accoppiatori, strutture deformabili e dispositivi anti-override , in modo che, in caso d'impatto frontale, le conseguenze per i passeggeri e lo stesso convoglio sono ridotte.